# Resolutie 2331 Veiligheidsraad Verenigde Naties
Resolutie 2331 van de Veiligheidsraad van de Verenigde Naties werd unaniem door de VN-Veiligheidsraad aangenomen op 20 december 2016. De Veiligheidsraad veroordeelde mensenhandel, waarmee terreurorganisaties geld verdienden, hun rangen versterkten en seks- en werkslaven verwierven. Met name Islamitische Staat probeerde op die manier ook religieuze en etnische minderheden zoals de Jezidi's te vernietigen.

## Verklaringen
Er werd die hele dag over de kwestie mensenhandel gedebatteerd. Het Verenigd Koninkrijk had voorgesteld er op globaal niveau iets aan te doen; onder meer door bewijzen te verzamelen van de misdaden die IS beging in Irak. Secretaris-generaal Ban Ki-moon noemde het een wereldwijd probleem en zei dat vrouwen, kinderen en vluchtelingen in conflictgebieden de meest kwetsbare personen waren. Hij vermeldde de Nigeriaanse terreurgroep Boko Haram, die vrouwen en meisjes tot seksslavinnen maakte, en Islamitische Staat, dat Jezidimeisjes gevangennam in Irak en in Syrië verkocht op slavenmarkten.
Zijn speciaal vertegenwoordiger voor seksueel geweld in conflictsituaties, Zainab Hawa Bangura, zei dat een aantal extremistische groeperingen seksueel geweld als tactiek gebruikten om de bevolking schrik aan te jagen. Haar kantoor had zes voorwaarden bepaald om dit vast te stellen:
- Het gebeurt systematisch door extremisten en terreurgroepen;
- Het wordt doelbewust gebruikt om terreur te verspreiden;
- Er wordt terrorisme mee gefinancierd;
- Er worden politieke, etnische of religieuze groepen mee geviseerd;
- Het is een strategie om strijders te radicaliseren, rekruteren, aan boord te houden of belonen;
- Het is onderdeel van een ideologie om het lichaam van vrouwen, seksualiteit en voortplanting te controleren;

Jezidivrouwenrechtenactiviste Ameena Saeed Hasan zei dat IS ruim 6000 Jazidivrouwen en -kinderen had ontvoerd en verkocht op slavenmarkten, en dat de maagdelijkheid van de meisjes de "poort naar het paradijs" was geworden (voor IS-strijders). Ze vond dat islamitische leiders erover zwegen en vroeg zich af waarom er geen militaire actie tegen werd ondernomen. Volgens goodwillambassadeur voor de waardigheid van overlevers van mensenhandel Nadia Murad Basee Taha werden meer dan 3000 Jezidi nog altijd gevangen gehouden, en ze vroeg waarom er geen onderzoek naar werd gevoerd en er geen rechtbank was om daders te vervolgen.

## Inhoud
In 2000 waren landen in het VN-verdrag tegen transnationale georganiseerde misdaad voor het eerst een definitie van "mensenhandel" overeengekomen, en was een kader gecreëerd om er iets tegen te doen. De enkele landen die niet waren toegetreden tot dit verdrag werd gevraagd dit alsnog te doen en meteen maatregelen te nemen tegen mensenhandel.
Als aan mensenhandel werd gedaan in conflictgebieden, kon het conflict aanslepen en verergeren. Bij terreurgroepen als Islamitische Staat was seksueel geweld tegen religieuze en etnische minderheden, gekoppeld aan mensenhandel, deel van de tactiek, strategie en ideologie om aan geld, macht en leden te komen en gemeenschappen te vernietigen. Ook de groeperingen Boko Haram, Al-Shabaab en het Verzetsleger van de Heer verhandelden mensen voor seksuele slavernij en dwangarbeid.
Landen werd gevraagd expertise op te bouwen in het onderzoeken van de financiering van terrorisme door mensenhandel, en hiertoe samen te werken met elkaar en met de private sector. Ze werden ook aangemoedigd om blauwhelmen te leren omgaan met mensenhandel en seksueel geweld alvorens ze op VN-missie vertrokken.
De Veiligheidsraad overwoog gerichte sancties in te stellen tegen zij die betrokken waren bij mensenhandel en seksueel geweld in conflictgebieden. Hun slachtoffers moesten als slachtoffers van terrorisme worden beschouwd.
Lijst ·  2260 ·  2261 ·  2262 ·  2263 ·  2264 ·  2265 ·  2266 ·  2267 ·  2268 ·  2269 ·  2270 ·  2271 ·  2272 ·  2273 ·  2274 ·  2275 ·  2276 ·  2277 ·  2278 ·  2279 ·  2280 ·  2281 ·  2282 ·  2283 ·  2284 ·  2285 ·  2286 ·  2287 ·  2288 ·  2289 ·  2290 ·  2291 ·  2292 ·  2293 ·  2294 ·  2295 ·  2296 ·  2297 ·  2298 ·  2299 ·  2300 ·  2301 ·  2302 ·  2303 ·  2304 ·  2305 ·  2306 ·  2307 ·  2308 ·  2309 ·  2310 ·  2311 ·  2312 ·  2313 ·  2314 ·  2315 ·  2316 ·  2317 ·  2318 ·  2319 ·  2320 ·  2321 ·  2322 ·  2323 ·  2324 ·  2325 ·  2326 ·  2327 ·  2328 ·  2329 ·  2330 ·  2331 ·  2332 ·  2333 ·  2334 ·  2335 ·  2336